# La fiera di San Pietro
La fiera di San Pietro (Saint Peter's Fair) è un racconto storico di ambientazione medievale scritto dall'autrice inglese Ellis Peters. Si tratta del quarto romanzo in cui indaga il monaco benedettino Fratello Cadfael. Pubblicato per la prima volta in lingua inglese nel 1981 è arrivato nelle librerie italiane nel 1992, tradotto da Elsa Pelitti.

## Struttura narrativa
Questo romanzo di Fratello Cadfael si svolge in meno di una settimana. Si apre infatti il 30 luglio 1139 nell'abbazia di Shrewsbury e prosegue il giorno seguente con gli ultimi preparativi per le tre giornate dell'annuale fiera che inizia proprio in occasione della festività dedicata a San Pietro in Vincoli (1º agosto). 

Il libro è strutturato seguendo il corso della fiera di San Pietro e i capitoli sono raccolti in 5 sezioni:
- Vigilia della fiera (30 , 31 luglio)
- Primo giorno della fiera (1º agosto)
- Secondo giorno della fiera (2 agosto)
- Terzo giorno della fiera (3 agosto)
- Dopo la fiera (a partire dal 4 agosto)

## Trama
La vicenda ha inizio il 30 luglio 1139 a Shrewsbury (Inghilterra) in un periodo di disordini e di insicurezza politica e sociale.
Prosegue infatti la guerra civile tra i sostenitori di Re Stefano e quelli dell'Imperatrice Maud. Anche Shrewsbury ne risente, sebbene dopo l'assedio e la presa del castello da parte di Re Stefano nell'agosto precedente (vicenda inserita nel libro Un cadavere di troppo) ora l'abitato e l'abbazia vivano un periodo di prospera tranquillità.
Nonostante questa difficile situazione, nell'abbazia dei Santi Pietro e Paolo fervono gli ultimi preparativi per l'annuale fiera, un momento di festa che porta grandi quantità di persone e denaro all'abbazia. Ma i malcontenti seguono anche questo avvenimento festoso. I notabili della gilda dei mercanti di Shrewsbury, guidata dal calzolaio Geoffrey Corviser chiedono all'abate di condividere parte degli introiti della fiera con l'abitato di Shrewsbury per permettere di velocizzare i lavori per la ristrutturazione delle strade e delle mura difensive. L'assedio dell'estate precedente ha recato danni ingenti alle infrastrutture, ma i lavori di ristrutturazione tardano per mancanza di fondi e di manodopera. L'abate tuttavia rifiuta perché la fiera è un diritto legalmente riconosciuto all'abbazia ed egli non desidera creare un precedente che possa ledere i futuri interessi dei benedettini.
È in questo clima di tensione che, il giorno seguente, persone da ogni dove iniziano a riversarsi nelle strade del borgo e dell'abbazia. Tra questi spiccano il mercante Thomas di Bristol con la nipote diciottenne Emma Vernold, il mercante gallese Rhodri ap Huw, il guantaio Euan di Shotwick e Ivo Corbière, un giovane signore con possedimenti nella contea dello Shropshire e nel Cheshire. 
Mentre i mercanti scaricano le loro merci dalle navi, un gruppo composto dai figli dei membri della gilda dei mercanti di Shrewsbury chiede a gran voce, ma pacificamente, che i mercanti venuti alla fiera paghino un decimo delle tasse alla città invece che all'abbazia. Alla testa del gruppo c'è Philip Corviser, il figlio ventenne del calzolaio Geoffrey. Purtroppo la situazione tesa, ma pacifica, sfocia in violenza quando Thomas di Bristol colpisce in testa il giovane Philip con un bastone dando origine a una rissa. A questi fatti assistono Fratello Cadfael, Emma Vernold e Ivo Corbière che tentano di limitare i danni.
Presto gli uomini del vicesceriffo riescono a fermare le ostilità e ad arrestare pian piano tutti i giovani coinvolti. Ma questo non è che l'inizio di una fiera di San Pietro segnata dalla violenza, poiché il mattino seguente viene ripescato dal fiume il corpo senza vita di Thomas di Bristol, pugnalato alla schiena.
Con il benestare dell'abate, Fratello Cadfael indaga insieme al vicesceriffo in una vicenda dove, al primo omicidio, seguono altri numerosi atti di violenza. Per l'acuto monaco benedettino si tratta di una corsa contro il tempo: la fiera dura solo tre giorni e poi la maggior parte dei sospetti lascerà Shrewsbury.

## Adattamento televisivo
Nella serie televisiva britannica Cadfael – I misteri dell’abbazia, prodotta dalla ITV, ogni episodio è la trasposizione di uno dei romanzi che hanno come protagonista il monaco benedettino. La fiera di San Pietro è stato adattato come secondo episodio della terza stagione, intitolato La fiera di St. Peter.

## Errore nella prima edizione italiana
Nella prima edizione italiana vi è stato un errore nell'indicazione dell'ordinamento dei seguenti tre libri: il cappuccio del monaco, la fiera di San Pietro e due delitti per un monaco. Questi sono rispettivamente la terza, quarta e quinta indagine di fratello Cadfael. Ciò è coerente non solo con l'iniziale pubblicazione dei libri in lingua originale, ma anche con l'arco temporale all'interno della serie. Tuttavia, come è ben visibile sulle copertine delle prime edizioni italiane essi sono rispettivamente indicati come:
- Due delitti per un monaco – La terza indagine di Fratello Cadfael;[6][7]
- Il cappuccio del monaco – la quarta indagine di fratello Cadfael;[8][9]
- La fiera di San Pietro – la quinta indagine di fratello Cadfael.[10][11]

Inoltre Due delitti per un monaco è stato pubblicato per primo dalla casa editrice italiana, nel 1991, mentre gli altri due nel 1992.
Nelle ultime edizioni questa svista è stata corretta e il giusto ordine ripristinato.

## Edizioni italiane
- Ellis Peters, La fiera di San Pietro, Traduzione di Elsa Pelitti, Milano, TEA, 1992, ISBN 88-7819-312-7.
- Ellis Peters, La fiera di San Pietro, Traduzione di Elsa Pelitti, Milano, TEA, 2009,  p. 260, ISBN 978-88-502-2462-3.